# Machiasport
Machiasport ist eine Town im Washington County des Bundesstaates Maine in den Vereinigten Staaten. Im Jahr 2020 lebten dort 962 Einwohner in 590 Haushalten auf einer Fläche von 159,57 km².

## Geographie
Nach dem United States Census Bureau hat Machiasport eine Gesamtfläche von 159,57 km², von der 55,45 km² Land sind und 104,12 km² aus Gewässern bestehen.

### Geographische Lage
Machiasport liegt im Süden des Washington Countys an der Machias Bay des Atlantischen Ozeans. Zum Gebiet der Town gehören auch einige Inseln, von denen einige unter Schutz gestellt sind. Zu den größeren gehören: Bar Island, Bare Island, Chance Island, Libby Islands, Salt Island, Starboard (Ingalls) Island und Stone Island. Leuchtfeuer befinden sich auf Libby Islands und Avery Rock. Es gibt keine größeren Seen auf dem Gebiet der Town. Die Oberfläche ist leicht hügelig, ohne nennenswerte Erhebungen.

### Nachbargemeinden
Alle Entfernungen sind als Luftlinien zwischen den offiziellen Koordinaten der Orte aus der Volkszählung 2010 angegeben.
- Norden: East Machias, 16,4 km
- Nordosten: Whiting, 17,7 km
- Osten: Cutler, 12,7 km
- Südwesten: Roque Bluffs, 8,4 km
- Westen: Machias, 9,2 km

### Stadtgliederung
In Machiasport gibt es mehrere Siedlungsgebiete: Bucks Harbor, Dog Town, East Side, Larrabee, Machiasport, Sprague und Starboard.

### Klima
Die mittlere Durchschnittstemperatur in Machiasport liegt zwischen −7,8 °C (18 °F) im Januar und 20,0 °C (68 °F) im Juli. Damit ist der Ort gegenüber dem langjährigen Mittel der USA um etwa 9 Grad kühler. Die Schneefälle zwischen Oktober und Mai liegen mit bis zu zweieinhalb Metern mehr als doppelt so hoch wie die mittlere Schneehöhe in den USA; die tägliche Sonnenscheindauer liegt am unteren Rand des Wertespektrums der USA.

## Geschichte
Machiasport wurde am 24. Januar 1826 als eigenständige Townn organisiert. Davor gehörte das Gebiet zum Gebiet der Town Machias und wurde zumeist Machias Port genannt.
Bei Clark’s Point und an anderen Stellen an der Küste im Bereich zwischen Hoch- und Niedrigwasser wurden etwa 150 indianische Petroglyphen gefunden. Zu den Felszeichnungen gehören Abbildungen von Menschen und Elchen, einer Kuh, einem Panther, einem Fuchs, einer Schlange, einem Medizinmann und einem christlichen Priester. Das Alter dieser Inschriften ist nicht bekannt. Die Petroglyphen wurden unter Denkmalschutz gestellt.
Das Fort O’Brien wurde an der Mündung des Machias River, am südlichen Ende der Hauptsiedlung, in Machiasport errichtet. Die Reste des Forts wurden ebenfalls unter Denkmalschutz gestellt.
Die Town liegt hauptsächlich an der Westseite der Machias Bay. Es gibt viele geschützte Häfen, einschließlich des bekannten Bucks Harbour. Machiasport war Ende der 1960er Jahre Zentrum von Kontroversen, als erfolglos ein Ölterminal für die Küstengemeinde vorgeschlagen wurde.

### Einwohnerentwicklung
| Volkszählungsergebnisse – Town of Machiasport, Maine | Volkszählungsergebnisse – Town of Machiasport, Maine | Volkszählungsergebnisse – Town of Machiasport, Maine | Volkszählungsergebnisse – Town of Machiasport, Maine | Volkszählungsergebnisse – Town of Machiasport, Maine | Volkszählungsergebnisse – Town of Machiasport, Maine | Volkszählungsergebnisse – Town of Machiasport, Maine | Volkszählungsergebnisse – Town of Machiasport, Maine | Volkszählungsergebnisse – Town of Machiasport, Maine | Volkszählungsergebnisse – Town of Machiasport, Maine | Volkszählungsergebnisse – Town of Machiasport, Maine |
| Jahr                                                 | 1800                                                 | 1810                                                 | 1820                                                 | 1830                                                 | 1840                                                 | 1850                                                 | 1860                                                 | 1870                                                 | 1880                                                 | 1890                                                 |
| ---------------------------------------------------- | ---------------------------------------------------- | ---------------------------------------------------- | ---------------------------------------------------- | ---------------------------------------------------- | ---------------------------------------------------- | ---------------------------------------------------- | ---------------------------------------------------- | ---------------------------------------------------- | ---------------------------------------------------- | ---------------------------------------------------- |
| Einwohner                                            |                                                      |                                                      |                                                      | 688                                                  | 834                                                  | 1266                                                 | 1502                                                 | 1526                                                 | 1531                                                 | 1437                                                 |
| Jahr                                                 | 1900                                                 | 1910                                                 | 1920                                                 | 1930                                                 | 1940                                                 | 1950                                                 | 1960                                                 | 1970                                                 | 1980                                                 | 1990                                                 |
| Einwohner                                            | 1218                                                 | 1218                                                 | 1117                                                 | 851                                                  | 818                                                  | 781                                                  | 980                                                  | 887                                                  | 1108                                                 | 1166                                                 |
| Jahr                                                 | 2000                                                 | 2010                                                 | 2020                                                 | 2030                                                 | 2040                                                 | 2050                                                 | 2060                                                 | 2070                                                 | 2080                                                 | 2090                                                 |
| Einwohner                                            | 1160                                                 | 1119                                                 | 962                                                  |                                                      |                                                      |                                                      |                                                      |                                                      |                                                      |                                                      |

## Kultur und Sehenswürdigkeiten

### Bauwerke
In Machiasport wurden mehrere Bauwerke und historische Stätten unter Denkmalschutz gestellt und ins National Register of Historic Places aufgenommen. Die Lage der historischen Stätten wird nicht bekannt gegeben.
- Birch Point, 1997 unter der Register-Nr. 97000913.[10]
- Fort O’Brien, 1969 unter der Register-Nr. 69000024.[11]
- Gates House, 1975 unter der Register-Nr. 75000115.[12]
- Hog Island-62.23, 1997 unter der Register-Nr. 97000911.[13]
- Hog Island-62.24, 1997 unter der Register-Nr. 97000917.[14]
- Hog Island-62.25, 1997 unter der Register-Nr. 97000918.[15]
- Hog Island-62, 1997 unter der Register-Nr. 97000912.[16]
- Holmes Point, 1997 unter der Register-Nr. 97000914.[17]
- Libby Island Light Station, 1976 unter der Register-Nr. 76000117.[18]
- Liberty Hall, 1977 unter der Register-Nr. 77000089.[19]
- Maine Archeological Survey site 62.46, 2001 unter der Register-Nr. 01000814.[20]
- Marsh Stream Farm, 2016 unter der Register-Nr. 15000971.[21]

## Wirtschaft und Infrastruktur

### Verkehr
Durch den Nordwesten des Gebietes verläuft die Maine State Route 92, die Machiasport mit Machias im Westen verbindet. Die Maine State Route 191, die im Nordosten durch das Gebiet führt, verbindet die Town mit East Machias.

### Öffentliche Einrichtungen
Es gibt keine medizinischen Einrichtungen in Machiasport. Nächstgelegene befinden sich im benachbarten Machias.
Machiasport besitzt keine eigene Bücherei, die Porter Memorial Library in Machias sowie die East Machias Public Library sind die nächstgelegenen Büchereien für die Bewohner des Gebietes.

### Bildung
Machiasport gehört mit Cutler, East Machias, Jonesboro, Machias, Marshfield, Northfield, Roque Bluffs, Wesley, Whiting und Whitneyville zum Schulbezirk AOS 96.
Im Schulbezirk werden folgende Schulen angeboten:
- Bay Ridge Elementary School in Cutler, mit Schulklassen von Kindergarten bis zum 8. Schuljahr
- Elm Street School in East Machias, mit Schulklassen von Pre-Kindergarten bis zum 8. Schuljahr
- Jonesboro Elementary School in Jonesboro, mit Schulklassen von Pre-Kindergarten bis zum 8. Schuljahr
- Rose M. Gaffney School in Machias, mit Schulklassen von Pre-Kindergarten bis zum 8. Schuljahr
- Fort O’Brien School in Machiasport, mit Schulklassen von Pre-Kindergarten bis zum 8. Schuljahr
- Wesley Elementary School in Wesley, mit Schulklassen von Kindergarten bis zum 8. Schuljahr
- Whiting Village School in Whiting, mit Schulklassen von Kindergarten bis zum 8. Schuljahr
- Machias Memorial High School in Machias, mit Schulklassen vom 9. bis zum 12. Schuljahr

Zudem befindet sich in Machias die Washington Academy, eine private vorbereitende High School. Die Akademie wurde 1792 gegründet und hat Internats- und Tagesschüler.
Die University of Maine hat mit der University of Maine at Machias einen Standort in Machias.